# Jochen Feldmann
Jochen Feldmann (* 3. August 1961 in Olpe) ist ein deutscher Physiker. Er ist Professor an der Ludwig-Maximilians-Universität München.

## Leben
Feldmann studierte Physik an der Philipps-Universität Marburg. Er wurde 1990 über das Thema Kurzzeitdynamik elektronischer Anregungen in Halbleiter-Heterostrukturen promoviert. Danach ging er als Postdoktorand an die AT&T Bell Laboratories in Holmdel (New Jersey), wo er erstmals Bloch-Oszillationen experimentell nachwies. Anschließend habilitierte er zum Thema Kohärente Dynamik optisch erzeugter Wellenpakete in Halbleiter-Heterostrukturen. Für diese Arbeiten erhielt er u. a. den Walter-Schottky-Preis der Deutschen Physikalischen Gesellschaft (DPG).
1995 nahm Feldmann einen Ruf auf eine Professur an die Ludwig-Maximilians-Universität (LMU) München an und leitet seitdem als Ordinarius den Lehrstuhl für Photonik und Optoelektronik. 2001 erhielt er den höchstdotierten deutschen Forschungspreis, den Gottfried-Wilhelm-Leibniz-Preis der Deutschen Forschungsgemeinschaft (DFG), 2011 den höchstdotierten europäischen Forschungspreis, den Advanced Investigator Grant des European Research Council (ERC). Außerdem wurde ihm das Verdienstkreuz am Bande der Bundesrepublik Deutschland verliehen.
Feldmann ist einer der Gründer des Center for NanoScience (CeNS). Von 2005 bis 2007 war er Prorektor für Forschung an der Ludwig-Maximilians-Universität (LMU) in München und von 2007 bis 2015 Koordinator des Forschungsclusters Nanosystems Initiative Munich (NIM), der im Rahmen der Exzellenzinitiative des Bundes und der Länder gefördert wurde. Feldmann initiierte 2012 mit Kollegen aus Würzburg, Bayreuth, Erlangen und München das bayerische Forschungsnetzwerk Solar Technologies Go Hybrid (SolTech), in dessen Rahmen das Nano-Institut München am Englischen Garten errichtet wurde. Seit 2019 ist Feldmann's Lehrstuhl im Nano-Institut untergebracht.
Weiterhin war er Gastprofessor an der University of Colorado in Boulder, an der University of California at Los Angeles (UCLA) und an der University of Melbourne (Australien). Er erhielt mehrere Rufe und Angebote von anderen Universitäten und Forschungseinrichtungen.

## Leistungen
Feldmann beschäftigt sich mit den optischen Eigenschaften nanostrukturierter Materialsysteme. Er hat wegweisende Forschungsarbeiten zur optischen Spektroskopie an Halbleiter-Heterostrukturen und kolloidalen Nanokristallen veröffentlicht. Er gilt als einer der Pioniere auf dem Gebiet der Plasmonik mit metallischen Nanopartikeln. Neben vielbeachteten Publikationen insbesondere zu exzitonischen und plasmonischen Lebensdauern, Bloch-Oszillationen, plasmonischer Biosensorik, Photokatalyse mit Nanokristallen und zu 2D-Materialien aus Perowskiten gelang an seinem Lehrstuhl auch die erfolgreiche Ausgründung einer Firma (GNA Biosolutions).
Forschungsschwerpunkte seines Lehrstuhls sind die Herstellung und spektroskopische Charakterisierung neuartiger kolloidaler Nanosysteme, insbesondere für Anwendungen im Bereich der Energiekonversion mit Licht. Darüber hinaus werden gezielt hybride Nanosysteme entwickelt, um auf optischem Wege neuartige sensorische, diagnostische und therapeutische Verfahren an einzelnen Zellen zu studieren.

## Auszeichnungen
- Stipendiat der Studienstiftung des deutschen Volkes, 1983–1988
- Wissenschaftspreis der Industrie- und Handelskammer, 1989
- Dissertationspreis der Philipps-Universität Marburg, 1991
- Gerhard-Hess-Preis, Deutsche Forschungsgemeinschaft, 1994
- Walter-Schottky-Preis, Deutsche Physikalische Gesellschaft, 1995.[1]
- Philip Morris Forschungspreis, 1999
- Preis für exzellente Lehre des Freistaates Bayern, 1999
- Gottfried-Wilhelm-Leibniz-Preis, Deutsche Forschungsgemeinschaft, 2001
- Verdienstkreuz am Bande der Bundesrepublik Deutschland, 2001
- LMUexcellent Forschungsprofessur, 2007
- Advanced Investigator Grant vom European Research Council (ERC), 2011–2016
- Ernennung zum Mitglied der Deutschen Akademie der Wissenschaften, Leopoldina, 2012
- Nanonica Preis: Breakthrough of the Year 2013 in the Nanosciences, 2013